# Raciborzyce
Raciborzyce, Raciborowice – domniemana boczna linia Gryfitów, panująca na przełomie XII i XIII wieku w ziemi sławieńsko-słupskiej.
Dzieje ziemi sławieńskiej i słupskiej z końca XII i początku XIII wieku pozostają nieznane współczesnej historii. Pewnymi faktami są jedynie zajęcie tych ziem przez króla duńskiego Waldemara w 1223/1224, a następnie kilka lat później przez Świętopełka gdańskiego. Nieliczne materiały źródłowe dotyczące tego okresu są ubogie i zazwyczaj mało wiarygodne. Znane dokumenty zawierają kolejno:
- wzmiankę z 1186 o Warcisławie Zlauinie (Sławieńskim) przy czynności prawnej Bogusława I na rzecz cystersów kołbackich,
- pochodzące z początku XIII wieku nadanie na rzecz joannitów ze Sławna uczynione przez nieznanych Bogusława i jego siostrę Dobrosławę ze Sławna,
- obecność pani ze Sławna jako świadka czynności prawnych księżnej dymińskiej Ingardy w 1219,
- nadanie joannitom wsi Bantow koło Darłowa w 1223 przez Racibora tytułowanego princeps dictus terre Slaunensis,
- ponowna obecność pani ze Sławna w układach z królem duńskim Waldemarem w 1223/1224,
- potwierdzenie w 1238 przez papieża Grzegorza IX posiadłości domu joannitów w Sławnie i wsiach Mogilno oraz Gościno, poczynionych przez Racibora i jego syna Bogusława.

Wzmianki o ofiarodawcach występujące w dokumentach dały podstawy do wysunięcia tezy o istnieniu odrębnego Księstwa Sławieńko-Słupskiego i panującej w nim bocznej linii Gryfitów. Pierwszy sformułował taki pogląd Ludwik Quandt w połowie XIX wieku. Dynastia ta miałaby wywodzić się od księcia pomorskiego Racibora I. Hipoteza ta, jak również jej kształt, do dzisiaj budzą kontrowersje wśród historyków. Pokrewieństwo z Gryfitami zakwestionował Gerard Labuda, wskazując że ziemię sławieńsko-słupską w latach 1236–1238 odziedziczył Świętopełk gdański, zatem zgodnie z prawem sukcesji to on musiał być spokrewniony z Raciborzycami. Według części historyków Księstwo Sławieńsko-Słupskie nie powstało w wyniku podziału Księstwa Pomorskiego około 1180, lecz było oddzielnym księstwem istniejącym już na początku XII wieku. Dowodem na to mają być dokumenty kościelne, jak na przykład bulla erekcyjna biskupstwa wolińskiego, którego dobra nie obejmowały Słupska i Sławna.
Jako dowód na pokrewieństwo książąt sławieńskich z Gryfitami może służyć oświadczenie Barnima I i Warcisława III przed podjęciem wyprawy zbrojnej na ziemie słupską i sławieńską w 1253, w którym określali te ziemie jako część swojego dominium, które zamierzają odzyskać. Pochodzące z około 1236 oświadczenie Świętopełka mówi, że do ziemi słupskiej zaprosili go zbuntowani możni tej ziemi, co może być jednak dowodem na nieistnienie odrębnej dynastii książąt sławieńskich.
Według hipotezy przedstawionej przez prof. Edwarda Rymara ziemia sławieńska i słupska po śmierci Bogusława I w okresie 1187–1194 przeszła pod panowanie książąt wielkopolskich, a panią ze Sławna była córka Bogusława, Dobrosława, która miała otrzymać te ziemie w posag. Następnie w 1205 obszar ten miał zostać zajęty podczas wyprawy Waldemara duńskiego, od którego pani ze Sławna domagała się w 1223/1224 jego zwrotu. Hipoteza ta nie wyjaśnia jednak problemu (nie)istnienia księcia Racibora II.
Hipotetyczna tablica genealogiczna Raciborzyców może przedstawiać się następująco:
1. Racibor I, książę pomorski (1135–1155 lub 1156) 
  1. Bogusław III
    1. Racibor II

  2. Dobrosława

Część historyków wywodzi natomiast Raciborzyców od Racibora, syna księcia pomorskiego Bogusława I:
1. Racibor Bogusławowic
  1. Bogusław III
    1. Racibor II

  2. Dobrosława